# Cayman Togashi
Cayman Togashi (escritura japonesa: 富樫敬真 (Togashi Keiman); Nueva York, Estados Unidos, 10 de agosto de 1993) es un futbolista japonés que juega como delantero en el Atlanta United F. C. de la Major League Soccer.

## Clubes
| Club                 | País           | Año       |
| -------------------- | -------------- | --------- |
| Yokohama F. Marinos  | Japón          | 2015-2018 |
| F. C. Tokyo (cedido) | Japón          | 2018      |
| F. C. Machida Zelvia | Japón          | 2019      |
| V-Varen Nagasaki     | Japón          | 2020-2021 |
| Vegalta Sendai       | Japón          | 2021-2022 |
| Sagan Tosu           | Japón          | 2023-2024 |
| Atlanta United F. C. | Estados Unidos | 2025-     |